# Baldevo
Baldevo (în bulgară Балдево) este un sat  în Obștina Gărmen, Regiunea Blagoevgrad, Bulgaria.

## Demografie
Componența etnică a satului Baldevo
     Bulgari (59,57%)
     Nicio identificare (40,42%)
     Altele (0%)
La recensământul din 2011, populația satului Baldevo era de 188 locuitori. Din punct de vedere etnic, majoritatea locuitorilor (59,57%) erau bulgari. Pentru 40,42% din locuitori nu este cunoscută apartenența etnică.